# Jdanivka
Jdanivka (en ukrainien : Жданівка, en russe : Ждановка, Jdanovka) est une ville minière de l'oblast de Donetsk, en Ukraine.
Sa population s'élevait à 12 352 habitants en 2013. Elle doit son nom en l'honneur d'Andreï Jdanov.

## Géographie
Jdanivka est située dans le bassin charbonnier du Donbass, à 37 km au nord-est de Donetsk. Elle se trouve à l'est de la rivière Krynka, principal affluent du fleuve côtier Mious.

## Histoire
La localité a été fondée en 1924 dans le cadre du développement de l'extraction charbonnière. Jusqu'en 1966, elle porta le nom de Novo-Jdanivka.
Elle a le statut de ville depuis 1966 et le nom de Jdanivka (ou Jdanovka en russe), d'après l'homme politique soviétique Andreï Jdanov.

## Population
Recensements (*) ou estimations de la population :
| 1959*  | 1970*  | 1979*  | 1989*  |
| ------ | ------ | ------ | ------ |
| 12 512 | 12 019 | 12 833 | 14 433 |

| 2001*  | 2009   | 2010   | 2011   |
| ------ | ------ | ------ | ------ |
| 13 688 | 12 609 | 12 583 | 12 522 |

| 2012   | 2013   | - | - |
| ------ | ------ | - | - |
| 12 500 | 12 352 | - | - |

## Sphère sociale
La ville possède trois écoles primaires et secondaires (1 600 élèves), trois jardins d'enfants (400 élèves), deux bibliothèques, une maison de la culture, deux églises orthodoxes: l'église de l'Assomption et l'église Saint-André (construite en 2011), et un couvent féminin.